# زن در ماه
زن در ماه (انگلیسی: Woman in the Moon) فیلمی در ژانر علمی تخیلی، صامت و درام به کارگردانی فریتس لانگ است که در سال ۱۹۲۹ منتشر شد.

## بازیگران
- ویلی فریچ
- گوستاف فون وانگنهایم
- گردا ماوروس
- فریتس راسپ
- کارل پلاتن
- مارگارت کاپر